# ルィーポヴェツィ (ヴィーンヌィツャ州、都市)
ルィーポヴェツィ（ウクライナ語: Липовець）はウクライナのヴィーンヌィツャ州ルィーポヴェツィ地区にある都市。シブ川の河岸に位置する。都市の高さは海抜242 mである。面積は10.33 km²。人口は7,958人 (2022年1月1日)。
史料では1545年から見られる。2001年に市制施行された。
市内ではルィーポヴェツィ川駅がある。首都キエフまでの直線距離は171 km、車道で213 kmとなっている。州庁所在地までの直線距離は42 km、車道で56.5 kmとなっている。